# 음력 12월 26일
음력 12월 26일은 음력 12월의 26번째 날이다.

## 탄생
- 960년 - 고려 제 6대 국왕 성종.
- 1959년 - 대한민국의 배우 임예진.
- 1964년 - 대한민국의 정치인 여영국.
- 1970년 - 대한민국의 방송인,희극인 지상렬.

## 같이 보기
- 음력 360일: 1월 2월 3월 4월 5월 6월 7월 8월 9월 10월 11월 12월
- 전날:12월 25일 다음날:12월 27일 - 전달:11월 26일 다음달:1월 26일
- 양력:12월 26일
- 음력, 윤달